# Нестерова, Наталья Игоревна
Ната́лья И́горевна Не́стерова (23 апреля 1944, Москва — 10 августа 2022, Нью-Йорк, Нью-Йорк) — советский и российский живописец, педагог, профессор. Заслуженный художник Российской Федерации (1994). Лауреат Государственной премии РФ (1999).
Действительный член РАХ (2001). Член Союза художников СССР с 1969 года.

## Биография
Наталья Игоревна Нестерова родилась 23 апреля 1944 года в семье архитекторов в городе Москве. Большую роль в приобщении к миру искусства сыграл дедушка Николай Иванович Нестеров, который окончил Московское училище живописи в 1915 году. Он учился вместе с такими художниками, как Роберт Фальк и Сергей Герасимов. Его учителями были Константин Коровин, Филипп Малинин, Леонид Пастернак. Нестерова вспоминала, что первым её портретом был портрет дедушки, а нарисовала она его в три года. 
«Мой дед был прекрасный художник. На стенах нашего дома висели его работы, в которые я уходила странствовать. Он учил меня играть и чувствовать».
В воспитании чувств к прекрасному роль сыграл не только дедушка. Бабушка Натальи Нестеровой, Анна Петровна, в детстве много читала девочке вслух. Ей больше всего запомнился лермонтовский Демон. Посетив многие страны Европы, подолгу живя в Америке, находясь несколько месяцев во Франции, Нестерова всё так же с трепетом вспоминала свой родной дом, храня в памяти воспоминания о прошедшем в нём детстве.
В 1962 году окончила Московскую художественную школу при Институте имени В. И. Сурикова. С 1962 по 1968 год училась в Московском государственном художественном институте им. В. И. Сурикова (мастерская проф. Д. Д. Жилинского). Дипломная работа — «Геологи».
С 1969 года — член Союза художников СССР. С 1991 — профессор Российской академии театрального искусства.

Впоследствии Нестерова говорила о Москве, как о «постепенно разрушающейся», как о таком месте, с которым её когда-то связывало очень многое, а сейчас оно перестало ощущаться домом: 
«Я всегда себя чувствую чужой — созерцающей, наблюдающей. Поскольку Москва постепенно разрушается, то созерцать её все грустнее».
В 2012 году состоялась выставка «Русские амазонки» в галерее Alexandre Gertsman Contemporary Art, в Нью-Йорке. В выставке приняла участие и Наталья Нестерова. Среди других выставляющихся — как признанные художники Татьяна Назаренко, Римма Герловина, Мария Эльконина, так и представительницы нового поколения, живущие в России и США. В показанных работах Натальи Нестеровой, уже ставшей классикой современного русского искусства, отмечают как яркие, насыщенные краски, так и диаметрально противоположные друг другу сюжеты: здесь можно увидеть и сюжеты возвышенно поэтические, и сюжеты, погруженные в прозу бытия. Стиль Натальи Нестеровой, который в одной из статей назвали «сочным реализмом», не обходился без метафизических элементов.
Жила и работала в Москве и США (c 1988 года).
В первой половине 1970-х годов завоевала известность композициями, переиначивающими канон соцреалистической фигурно-сюжетной картины: героико-идиллические сцены труда и отдыха сменились здесь образами некоего заколдованного царства, погружённого в оцепенение или абсурдную маету. Ключевое значение для неё имели в ту пору образы крымских, кавказских и прибалтийских «народных здравниц» и «домов творчества». С конца 1970-х годов в живописи Нестеровой возобладали темы старинного города или парка. С годами на первый план в её живописи выходят религиозные мотивы, тоже получившие подобие загадочного маскарада, нарушающего привычные иконографические каноны.
Наталья Игоревна Нестерова скончалась 10 августа 2022 года в клинике в городе Нью-Йорке Соединённых Штатов Америки. Похоронена на Пятницком кладбище города Москвы.

## Особенности творчества
В работах Нестеровой можно часто увидеть голубей: птицы взлетают («Пир во время чумы», 1993), клюют с рук («Кормление голубей, 1992»), подкармливаются с земли («Кормление голубей», 2010), а вот они вылетают прямо изо рта кричащего человека («Крик», 1991). Нестерова говорит о роли птиц в своих произведениях следующее:
«Мои птицы добрые, и ничего зловещего в них нет. Самое страшное на земле творит человек. И он же придумал, что птица предвещает что-то страшное. Если сова ухает — так это просто её голос».
Одним из любимых художников Натальи Нестеровой является Сезанн. По выражению Н. Нестеровой, Сезанн для неё «математик в живописи».
В отношении своего дела Нестерова придерживалась мнения, что само понятие «служение искусству» имеет большой вес. Она определяла его как «служение внутренней честности и порядочности».
Искусствовед Александр Каменский назвал её работы искусством между «маскарадом и комедией». Сама Нестерова внесла поправку: «Между маскарадом и трагедией».

## Награды и звания
- Лауреат Государственной премии Российской Федерации (1999)
- Лауреат премии «Триумф» (2002)
- Звание Заслуженного художника Российской Федерации (1994)
- Награждена Почётной серебряной медалью РАХ (1990)
- Награждена Почётной золотой медалью РАХ (2004)
- Избрана членом-корреспондентом РАХ (1997)
- Действительный член РАХ (2001)

## Работы находятся в собраниях
- Государственная Третьяковская галерея, Москва
- Государственный Русский музей, Санкт-Петербург
- Государственный музей искусств народов Востока, Москва
- Московский музей современного искусства, Москва
- Музей актуального искусства ART4.RU, Москва
- Архангельский художественный музей, Архангельск
- Брянский областной художественный музей, Брянск
- Вологодская областная картинная галерея, Вологда
- Екатеринбургский музей изобразительных искусств, Екатеринбург
- Ивановский областной художественный музей, Иваново
- Иркутский областной художественный музей им. В. П. Сукачёва, Иркутск
- Историко-архитектурный и художественный музей «Новый Иерусалим», Истра
- Курганский областной художественный музей, Курган
- Курская государственная картинная галерея имени А. А. Дейнеки, Курск
- Кемеровский областной музей изобразительных искусств, Кемерово
- Красноярский государственный художественный музей имени В. И. Сурикова, Красноярск
- Магаданский областной краеведческий музей, Магадан
- Нижнетагильский муниципальный музей изобразительных искусств, Нижний Тагил
- Новокузнецкий художественный музей, Новокузнецк
- Новосибирский государственный художественный музей, Новосибирск
- Омский областной музей изобразительного искусства им. М. А. Врубеля, Омск
- Оренбургский областной музей изобразительных искусств, Оренбург
- Пермская государственная художественная галерея, Пермь
- Музей изобразительных искусств Республики Карелия, Петрозаводск
- Государственный музей-заповедник «Ростовский Кремль», Ростов, Ярославская область
- Ростовский областной музей изобразительных искусств, Ростов-на-Дону
- Саратовский художественный музей имени А. Н. Радищева, Саратов
- Сочинский художественный музей, Сочи
- Томский музей изобразительных искусств, Томск
- Дальневосточный художественный музей, Хабаровск
- Национальный художественный музей Республики Саха, Якутск
- Киевский художественный музей, Киев
- Запорожский областной художественный музей, Запорожье
- Музей Марка Шагала, Витебск
- Государственная картинная галерея Грузии, Тбилиси
- Государственный музей искусств имени А. Кастеева, Алматы
- Музей изобразительных искусств Кыргызстана имени Г. Айтиева, Бишкек
- Людвиг Форум, Ахен, Германия
- Национальный музей «Женщины в искусстве», Вашингтон, США
- Национальный Еврейский музей Б’най Б’рит Клутцник, Вашингтон, США
- Музей П. Людвига, Кёльн, Германия
- Монреальский музей изящных искусств, Монреаль, Канада
- Музей Джейн Вурхис Зиммерли, коллекция Нортона и Нэнси Додж, Рутгерский университет, Нью-Брансуик, Нью-Джерси, США
- Музей современного искусства Соломона Гуггенхайма, Нью-Йорк, США
- Китайский национальный музей искусств — Музей П. Людвига, Пекин, Китай
- Национальный музей современного искусства, Сеул, Южная Корея
- Колодзей Арт Фонд, Хайланд-Парк, Нью-Джерси, США
- Хофстра музей, Хофстра университет, Хемпстед, Нью-Йорк, США
- Словацкая национальная галерея, Братислава, Словакия
- Музей П. Людвига, Будапешт, Венгрия

## Персональные выставки
- 2014 — «Окно в Париж». Z&L Gallery, Москва
- 2014 — «Холстомер», Открытый клуб, Москва
- 2014 — «Воспоминания об уходящем лете». ЮВС арт-галерея, Москва
- 2013 — «Генеральная репетиция юбилея». Frolov Gallery, Москва
- 2012 — Выставка «Русские амазонки», галерея Alexandre Gertsman Contemporary Art, Нью-Йорк
- 2012 — «Ожидание». Галерея Вересов, Москва
- 2005 — «Отражения утраченного времени». Государственный Русский музей, Санкт-Петербург
- 1997 — «Наталья Нестерова». Центральный дом художника, Москва
- 1997 — «Natalia Nesterova. Painting». Галерея русского искусства, Таллин
- 1996 — Hal Bromm Gallery, Нью-Йорк, США
- 1995 — Maya Polsky Gallery, Чикаго, США
- 1994 — Hal Bromm Gallery, Нью-Йорк, США
- 1993 — «Наталья Нестерова: 10 картин». Галерея «Московская палитра», Берлин, Германия
- 1993 — Галерея «Арт Модерн» (совместно со скульптором Лазарем Гадаевым), Москва
- 1993 — Maya Polsky Gallery, Чикаго, США
- 1992 — «Natalia Nesterova». The Montreal Museum of Fine Arts, Канада
- 1992 — Совместно с Т. Назаренко. Галерея Фернандо Дюран, Мадрид, Испания
- 1991 — «Наталья Нестерова: новое искусство». Maya Polsky Gallery, Чикаго, США
- 1991 — «Новое искусство. Наталья Нестерова» (из частных собраний). Charles Cowles Gallery, Нью-Йорк, США
- 1990 — «Natalya Nesterova. Recent works from Moscow». HAL Bromm Gallery, Нью-Йорк, США
- 1989 — «Наталья Нестерова и Лазарь Гадаев». Центральный дом художника, Москва
- 1988 — «Новые работы из Москвы». HAL Bromm Gallery, Нью-Йорк, США
- 1974 — Однодневная выставка. Дом художника на Кузнецком мосту, Москва